# Róża (Nowy Tomyśl)
Pour les articles homonymes, voir Róża.
Róża (prononciation : [ˈruʐa]) est un village polonais de la gmina de Nowy Tomyśl dans le powiat de Nowy Tomyśl de la voïvodie de Grande-Pologne dans le centre-ouest de la Pologne.
Il se situe à environ 9 kilomètres au nord-est de Nowy Tomyśl (siège de la gmina et du powiat) et à 47 kilomètres à l'ouest de Poznań (capitale régionale).

## Histoire
De 1975 à 1998, le village faisait partie du territoire de la voïvodie de Poznań.

Depuis 1999, Róża est situé dans la voïvodie de Grande-Pologne.
Le village possède une population de 180 habitants en 2006.